# Vladimir Ilitch (chanson)
Cet article concerne une chanson. Pour l'homme politique russe nommé Vladimir Ilitch Oulianov, voir Lénine.
Singles de Michel Sardou
La première fois qu'on s'aimera
(1983) Si l'on revient moins riches
(1984)
Pistes de Vladimir Ilitch
La Chanteuse de rock
Vladimir Ilitch est une chanson de Michel Sardou, sortie en octobre 1983 sur l'album du même nom. En dépit de son contenu ouvertement politique, cette chanson ne connaît pas de controverse majeure, contrairement aux chansons polémiques que Sardou a sorties dans les années 1970 (Le France, J'accuse, Je suis pour...). Titre figurant parmi ses principaux succès et repris dans de nombreux tours de chant, le 45 tours s'écoule à plus de 300 000 exemplaires.

## Genèse
Sardou raconte dans sa publication En chantant (2012) l'histoire de la chanson : 
« Pour Vladimir Ilitch, tout est parti d'une discussion à table. Bourtayre nous dit : « J'ai vu un documentaire à la télévision sur la répression du printemps de Prague, des mecs avaient écrit sur un mur “Lénine réveille-toi ! Ils sont devenus fous !” ». Avec Delanoë, on décide aussitôt d'en faire une chanson. Pierre était gaulliste, réac' absolu, fort en gueule, brut de décoffrage — mais charmant au demeurant. Il va dans sa chambre, moi dans la mienne. Je commence mon texte par « Un vent de Sibérie souffle sur la Bohême / Les femmes sont en colère aux portes des moulins. » Delanoë en rajoute sur le côté anticommuniste primaire, moi, je voyais quelque chose de plus romantique, genre Docteur Jivago. »
La phrase évoquée est inspirée du slogan du printemps de Prague « Lenine, probuď se, Brežněv se zbláznil », qui peut être traduit par  « Lénine relève toi, Brejnev est devenu fou ».

## Contenu des paroles

### Un bilan de l'Union soviétique
La chanson émet un constat désabusé sur les résultats de l'histoire politique et sociale de l'URSS. Pierre Delanoë, qui participe à l'écriture des paroles, est par ailleurs un anticommuniste notoire. Plusieurs événements marquants, comme le printemps de Prague, la normalisation de la Pologne ou les déportations massives du régime stalinien sont évoqués. 
Le chanteur constate ainsi la distance qui sépare l'idéal communiste de son application par le régime soviétique : « Toi qui avais rêvé l'égalité des hommes / Tu dois tomber de haut dans ton éternité / Devant tous ces vieillards en superbe uniforme / Et ces maisons du peuple dans des quartiers privés ». Sardou suggère également la nature utopique de ce système : « Où sont passés les chemins de l'espoir ? Dans quelle nuit, au fond de quel brouillard ? », et reprend l'expression du premier vers de L'Internationale pour souligner l'absence de véritable progrès social : « Rien n'a changé / Les damnés de la terre / N'ont pas trouvé / La sortie de l'enfer ».

### Un hommage à Lénine?

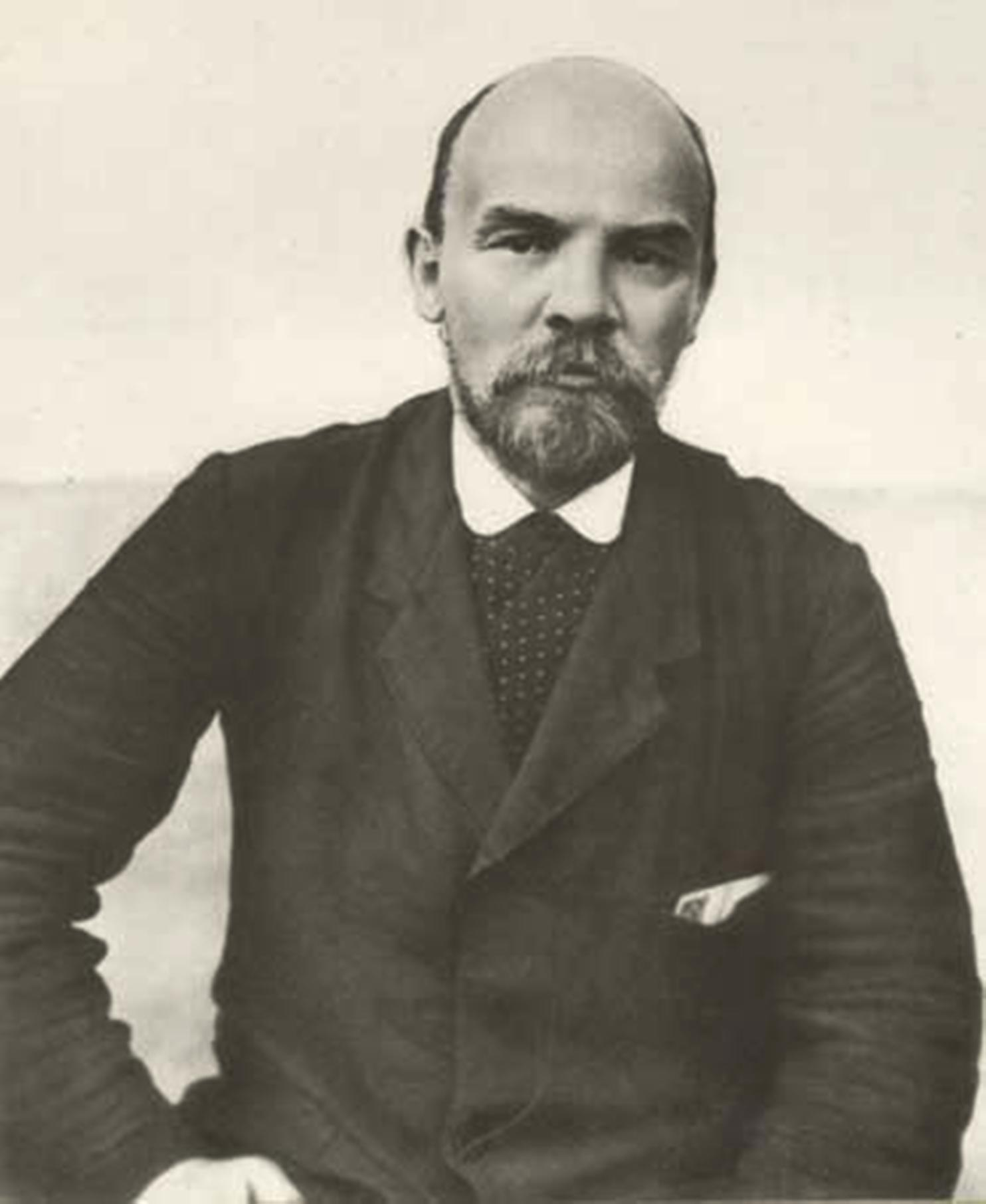
Vladimir Ilitch Lénine en 1914.

Le texte reste ambigu sur la considération qu'il porte à Lénine. En effet, plusieurs passages sont déférents, voire élogieux. L'usage de la première personne du pluriel montre la sermocination à laquelle Sardou recourt, s'exprimant du point de vue des habitants de l'URSS : « Puisqu'aucun dieu du ciel ne s'intéresse à nous / Lénine, relève-toi ! Ils sont devenus fous ». Néanmoins, d'autres passages manifestent une ironie évidente : « Toi, Vladimir Ilitch, t'as raison, tu rigoles / Toi qui as voyagé dans un wagon plombé [...] ».
D'autres passages, plus explicites, semblent distinguer l'homme de convictions et la concrétisation manquée de ses idéaux : « Toi qui avais rêvé l'égalité des hommes / Tu dois tomber de haut dans ton éternité / Devant tous ces vieillards en superbe uniforme / Et ces maisons du peuple dans des quartiers privés ! » Cette interpellation du dirigeant soviétique atteint son apogée à la fin de la chanson, où le locuteur se livre à une invocation : « Si tu es le prophète / Viens nous parler encore en plein cœur de Moscou / Et répands la nouvelle à travers la planète / Ami du genre humain, ils sont devenus fous ».
La chanson peut donc à la fois s'entendre comme un hommage rendu au dirigeant de la révolution d'Octobre, dont le rêve a été trahi par ses successeurs, ou bien comme une satire teintée d'ironie de son idéal utopique.

## Autres versions

### Versions live
Le titre est présent lors des concerts Concert 85, lors duquel il ouvre le spectacle, Concert 87, Olympia 95, Live 2013 - Les Grands Moments à l'Olympia et lors de son ultime tournée La Dernière Danse, en 2017-2018.

### Réorchestration de 2012
À l'occasion de la sortie de la compilation Les Grands Moments le 22 octobre 2012, Michel Sardou réenregistre cinq chansons avec de nouveaux arrangements, parmi lesquelles Vladimir Ilitch. C'est dans cette nouvelle version qu'elle est chantée lors de la tournée qui suit.

## Classement
| Classement (1983) | Meilleure place |
| ----------------- | --------------- |
| France (SNEP)     | 8               |